# Bula Régia
Bula Régia (em latim: Bulla Regia; em árabe: بولا ريجيا) foi uma antiga cidade e atualmente é um sítio arqueológico situado no interior noroeste da Tunísia, no local antigamente chamado Hammam-Derradji, 10 km a norte de Jendouba, 52 km a sudoeste de Béja e 167 km a oeste-sudoeste de Tunes.
Outrora a cidade encontrava-se na importante estrada que ligava Cartago a Hipona (atual Annaba). O sítio foi objeto de escavações arqueológicas que embora não tenham abrangido toda a área puseram em evidência a antiguidade da ocupação e puseram a descoberto um elemento característico da arquitetura doméstica da época romana local: um andar subterrâneo que replica a planta das casas, uma particularidade intrigante porque não se encontra em outras regiões quentes do Império Romano.

## Localização e geologia
O sítio situa-se no vale médio do rio Medjerda (antigo Bagradas), uma região designada como "Grandes Planícies" pelos autores antigos, no sopé do Djebel R’bia, que se eleva a 649 metros de altitude e no meio de um rico território cerealífero que suscitou a criação precoce de uma cidade. A sua posição no cruzamento de um eixo leste-oeste, ligando Hipona a Cartago, e outro norte-sul, ligando o Sahel à costa mediterrânica a norte através das montanhas de Kroumirie foi posta em eviência por Yvon Thébert. Para a prosperidade da cidade contribui também substanciamlente a proximidade da cidade Simitthu (atualmente o sítio arqueológico de Chemtou) e das suas ricas pedreira de "mármore númida" (marmor numidicum ou giallo antico). Bula Régia beneficiou da infraestrutura construída para a exportação do mármore colorido de Simitthu, que foi também usada para exportar parte da sua produção cerealífera.

## História
Origens
As origens berberes de Bula Régia são provavelmente anteriores à sua cultura púnica. Há numerosas provas de uma ocupação muito antiga espalhadas pelo sítio: uma necrópole megalítica situada a sul do parque arqueológico atual e particularmente bem conservada, túmulos de poço e estelas neo-púnicas. Foi também encontrada cerâmica grega datada do século IV a.C.
No século III a.C., a cidade estava sob a influência de Cartago, o que é demonstrado pela existência de inscrições que revelam a presença de culto ao deus Ba'al Hammon e inumação de mortos em vasos funerários de tipo púnico. O museu local conserva elementos de um templo dedicado a Tanit. Um tesouro de moedas cunhadas em Cartago de eletro e de prata datado de c. 230 a.C. foi igualmente descoberto nas escavações da "Casa da Caça". As escavações fazem pensar que a cidade dessa época estava integrada no comércio mediterrânico, devido à diversidade geográfica dos achados arqueológicos.
Cidade númida
É provável que a cidade fizesse parte do território cercado pelas tropas romanas em 203 a.C., durante a Segunda Guerra Púnica. Em 156 a.C. torna-se a capital do reino numida de Massinissa, que continua a ser um estado cliente de Roma mas recupera as "terras dos seus ancestrais" (segundo uma inscrição). A cidade recebe então o seu epíteto de "real" (Regia). As cidades númidas reais são então capitais secundárias ou parte do domínio real, com funções simultaneamente económicas e políticas.
Nessa época, as ruas são organizados segundo um plano ortogonal de  plano hipodâmico que substitui a antiga planta de ruelas e insulae. A cidade númida, adaptada ao relevo, estende-se por cerca de 30 hectares; é protegida por uma muralha de aparelho grosso da qual restam vestígios. É em Bula Régia que Pompeu mata Jarbas, o filho de Massinissa, em 81 a.C.
Cidade africana romanizada
Depois da batalha de Tapso os romanos retomam o controlo direto da cidade em 46 a.C., quando a província africana é reorganizada por Júlio César, que recompensa a neutralidade de Bula Régia nas guerras civis que assolaram Roma com o estatuto de cidade livre. Com esse estatuto, a cidade conserva o seu território e a sua organização política tradicional. Em contrapartida, as cidades situadas nas proximidades (Simitu e Tubúrnica) assistem à instalação nos seus territórios de colónias de veteranos. O processo de romanização de Bula Régia no seio da província de África Proconsular foi evidenciado pelos arqueólogos através de vários elementos, como a expansão gradual do latim, a adoção da convenção romana de nomes (tria nomina) e a semelhança das estruturas políticas locais com as suas congéneres de Itália.
A cidade obtém o estatuto de município durante a dinastia flaviana, por iniciativa de Vespasiano (r. 69–79 d.C.), mas não é concedida a cidadania romana a todos os seus habitantes como era costume até aí. Esta novidade contribui para a romanização das cidades "peregrinas". O cens necessário para aceder às magistraturas locais elevava-se então a 4 000 ou 5 000 sestércios. Durante o reinado do imperador Adriano (r. 117–138) a cidade torna-se uma colónia honorária com o nome de Colonia Aelia Hadriana Augusta Bulla Regia, o que torna todos os seus habitantes cidadãos romanos e dota a cidade de instituições políticas locais que imitam das de Roma. Nessa época, a cidade exerce uma grande influência ao nível regional. No início do século III, membros das famílias Marcii e Aradii de Bula Régia, que tinham enriquecido com o comércio de trigo e azeite, ascendem ao Senado, o que mostram até que ponto a cidade estava romanizada. Esta integração não se deve tanto à população, que permanece pouco numerosa — no total apenas alguns milhares de habitantes — mas à fertilidade das terras. As edificações, tanto domésticas como coletivas, nascidas do evergetismo da elite local, mostram a evidente prosperidade local.
Durante o período da emergência do cristianismo, a cidade passa a ter um bispo a partir de 256, que mais uma vez marca a riqueza dos seus habitantes e do território. Agostinho de Hipona (Santo Agostinho) considera a cidade totalmente cristianizada desde 399.
Desaparecimento progressivo nos períodos vândalo e bizantino
Bula Régia esteve representada no concílio de Cartago que começou em 1 de junho de 411, que condenou o cisma donatista. Nessa ocasião, Santo Agostinho acusou os cismáticos de terem quebrado os laços entre a igreja católica africana e as igrejas orientais originais.[carece de fontes?]
Depois disso, durante a perseguição ariana do período vândalo ocorre em Bula Régia um massacre de católicos na basílica. A cidade declina lentamente sob o domínio do Império Bizantino. Nessa época, como noutros locais no fim do império, a aristocracia local aumenta o tamanho das suas casas à custa de espaço público. É então que o chamado "quarto do pescador" é adaptado para ligar duas insulae separadas, bloqueando uma via de comunicação. Também dessa época é o tesouro em moedas bizantinas do século VII encontrado na "casa do tesouro".
A cidade foi destruída por um sismo, que fez com que os andares superiores se desmoronassem sobre os pisos subterrâneos. No entanto, a presença de fragmentos de cerâmica vidrada aglábida e fatímida dos séculos IX e X, descobertos durante escavações nas termas leva a crer numa continuidade da ocupação depois do terramoto. Esta descoberta contradiz a hipótese de uma rutura violenta entre a Antiguidade e a Idade Média árabe-muçulmana, a que Yvon Thébert se referiu como um "apagamento progressivo".

## Edifícios
À exceção dos edifícios mais importantes descobertos durante os estudos arqueológicos do início do século XX, sabe-se muito pouco sobre a planta da antiga cidade. Uma parte importante da cidade continua por escavar e as investigações com carácter mais metódico só se realizaram a partir da segunda metade do século XX. Nada se sabe sobre a cidade púnica, mas a cidade numida de planta ortogonal grego pode ser reconhecida.
O processo de romanização proporcionou à cidade monumentos importantes, entre os séculos II e IV d.C., o que traduz a prosperidade da província. Não obstante conhecerem-se alguns elementos dos adereços monumentais, o urbanismo da cidade romana não é conhecido e as escavações realizadas ainda são muito parciais para se ter ideia do conjunto. Apesar disso, é possível perceber que o urbanismo passou mais por uma adaptação ao relevo do que pela aplicação de um esquema urbanístico pré-estabelecido. Há que ter em conta que a existência da antiga cidade deve ter condicionado a implantação dos monumentos, pelo que a planta de Bula Régia não pode ser comparada às fundações coloniais ex nihilo.

### Arquitetura privada
Bula Régia é conhecida pelas suas casas residenciais, das quais uma vintena foi escavada, datadas a partir do reino do imperador romano Adriano, embora a maior das obras pareçam datar dos séculos III e IV. Apresentam a particularidade de disporem de um andar subterrâneo, que reproduz numa escala ligeiramente menor o andar do rés de chão.
As cozinhas, que necessitavam de um espaço arejado, só se encontram na parte superior. Além de ser um espaço protegido contra o calor e o sol, o andar subterrâneo permitia aumentar o espaço sem ocupar mais área. Foram identificados três tipos andares subterrâneos, os quais se descrevem em seguida.

#### Primeiro tipo: a Casa da Caça
Nas residências mais ricas, como a chamada Casa da Caça, as peças estão distribuídas em dois lados de um pequeno peristilo quadrado que é a fonte central de arejamento e iluminação, sendo este efeito acentuado por aberturas secundárias. Nas casas da África romana não há um átrio, mas sim um pátio a céu aberto como nas casas das almedinas árabes ou em algumas habitações púnicas. A Casa da Caça, que deve o seu nome à principal temática iconográfica dos seus mosaicos, foi construída segundo este tipo.
A Casa da Caça tem um peristilo com 18 por 13 metros, ornamentado com colunas com capitéis coríntios. por sua vez, o andar inferior duplica o triclínio do rés de chão. Este andar, particularmente as abóbadas subterrâneas, estão notavelmente bem conservadas. A casa constitui em exemplo único local onde, graças a escavações exaustivas, a história da ocupação pôde ser bem estudada, desde o período helenístico até à época bizantina, com a implantação de diversas instalações, como termas privativas no século IV.
A casa tinha também uma basílica privada, datada da primeira metade do século IV, com uma abside, transepto e espaços dependentes que seriam uma nave se se tratasse duma igreja. Este pode eventualmente ser um exemplo de fusão entre arquitetura pública e doméstica iniciada pela classe dominante do século IV, espaços que seriam seguidamente cristianizados e adotados como igrejas e catedrais.[carece de fontes?]
Segundo Yvon Thébert, a elaboração da planta de transepto responde em primeiro lugar aos problemas de circulação, que se colocam tanto nos desfiles profanos de um aristocrata como nas práticas cerimoniais — «os cristãos não desenvolveram a planta basilical associando uma nave e um transepto, eles revestiram-no de um novo significado». Thébert recorda a antiguidade de certos elementos deste repertório arquitetural, como a abside, que o cristianismo, segundo ele triunfante, «recompõe velhas fórmulas [..] e esta recomposição [..] é característica de toda a arquitetura da Antiguidade tardia.»

#### Segundo e terceiro tipos
A "Casa de Anfitrite" ilustra o segundo tipo de planta: a escadaria de acesso conduz a um longo corredor para onde dão divisões abertas perpendicularmente, geralmente três. Algumas divisões abrem-se, por intermédio de grandes janelas, para uma grande e profunda tomada comum de ar e luz colocada atrás da parede de fundo. A qualidade da decoração em mosaico faz pensar que essas salas estariam reservadas para certas ocasiões e não eram usadas quotidianamente. A "Casa do Tesouro" segue o mesmo esquema.

#### Tentativa de interpretação
Nos três casos, para certos autores, o sistema de circulação do ar quente em contacto com a frescura da água dos poços subterrâneos constituía um sistema eficaz de climatização. Essa solução permitia ter um andar ocupado durante o inverno, com áreas de serviço, e outro que era fresco durante o verão. A semi-obscuridade, que alguns vêm como um sinal de que esses espaços eram dedicados à religião, é provavelmente uma opção dos arquitetos para satisfazerem as necessidades da sua clientela abastada. É possível que a origem desses pisos subterrâneos se encontre na tradição troglodita berbere. Há também autores para os quais o clima não seria a única razão, devido à particularidade da solução encontrada; há numerosas cidades romanas situadas em locais onde a situação climatérica é análoga e que não apresentam esse tipo de construção. Para esses autores, a explicação para os andares subterrâneos deve-se a uma certa saturação do espaço urbano e de um desejo de ganhar espaço, segundo Yvon Thébert. Todavia, para Roger Hanoune, esta falta de terreno no centro da cidade está por provar e a ampliação para debaixo de terra pode dever-se a razões estéticas (há exemplos de escavações ornamentais noutros locais e isso pode ter origem helenística) e tećnicas, já que os andares subterrâneos aparentam ser reutilizações de cisternas.

### Edifícios religiosos
Os edifício religiosos da cidade antiga são muito mal conhecidos devido às escavações que se sucederam terem ficado incompletas. Além disso, os numerosos edifícios que poderão ter tido finalidade religiosa estão em muito mau estado para que se possa confirmar a sua função.
Capitólio
O templo da trindade capitolina, elemento central de que qualquer cidade romana, está em muito mau estado. Situa-se na parte ocidental do fórum, sobre um pódio, mas só subsiste uma parte das bases das paredes, com 16,4 metros de comprimento por 15,5 de largura e 2.7 de altura.
Templo de Apolo
O templo de Apolo possui três santuários juntos, pois a divindade é o deus patrius poliade; com uma grande cela, um pátio com pórticos, mas sem o pódio característico da arquitetura religiosa romana, é considerado como representativo da arquitetura africana.
Os vestígios resultam de uma reconstrução do início do século III, que tem a particularidade uma decoração da cela realizada em opus sectile. O templo romano teria sido antecedido por um templo púnico, possivelmente dedicado ao culto de Baal. Um primeiro edifício romano datado do reinado de Tibério viu a sua fachada refeita devido às obras no fórum com a finalidade de conseguir uma continuidade da praça pública. Durante as escavações da cela foram descobertas algumas estátuas monumentais de culto, as quais estão expostas no Museu Nacional do Bardo — as estátuas de Apolo citarista, de Ceres e de Esculápio, ocupam atualmente a sala de Bula Régia do rés de chão daquele museu. A sua colocação no local onde foram encontradas data de uma época tardia, provavelmente da altura do triunfo do cristianismo no Império Romano.
Basílicas religiosas
Duas basílicas cristãs foram objeto de escavações entre 1952 e 1954. A primeira, que albergou relíquias de Santo Estêvão, data do século VI e foi usada até ao século VIII. Neste último século foi ali enterrado num túmulo um tesouro omíada. Tem três naves e um batistério anexo. Um aparte dos mosaicos da nave principal estão num estado de conservação notável. A segunda basílica é de menor importância; está adossada à primeira, com a qual comunica, e tem igualmente três naves. Aparentemente só uma parte tinha mosaicos.
O edifício denominado "igreja de Alexandre" situa-se perto das chamadas "grandes termas sul", fora do parque arqueológico, e os seus vestígios são pouco impressionantes. Nas escavações realizadas em 1914 descobriu-se que foi destruída pelo fogo e foram achados vasos de vidro, grandes pratos de cerâmica e sobretudo ânforas que continham vestígios de vinho, azeite e cereais. A identificação com um edifício religioso deve-se a uma cruz oferecida por um padre chamado Alexandre e principalmente a uma inscrição de um salmo gravada num lintel de uma porta. Estas descobertas e a estrutura do edifício fazem pensar num local de armazenagem, talvez ligado à cobrança de um imposto em espécie, ou numa construção fortificada da época bizantina.

### Edifícios de lazer
O sítio de Bula Régia dispõe de um teatro e de termas notáveis, ambos datados do século III. Foram também identificados vestígios de um anfiteatro, fora do recinto do parque arqueológico, mas estão em muito mau estados. Uma das razões para o desaparecimento do anfiteatro foi a construção da cávea sobre aterros compartimentados, uma técnica usada particularmente em África.

#### Teatro
O teatro de Bula Régia foi construído durante o reinado de Marco Aurélio e Lúcio Vero (r. 161–169) e depois renovado no século IV. Foi no teatro que em 399 Santo Agostinho teria pronunciado um sermão condenando a propensão dos habitantes da cidade para o lazer e para o teatro, futilidades ás quais os habitantes da cidade vizinha de Simitthu tinham já renunciado em parte.
O teatro encontra-se relativamente bem conservado, pelo menos nas partes inferiores da cávea. Foi posto completamente a descoberto em 1957 por Mongi Boulouednine. Não obstante o seu estado de conservação ser pior do que teatro de Duga, não é menos interessante devido ao seu carácter romano, ou seja, a sua construção num terreno sem qualquer relevo natural, um caso raro no que é o território da Tunísia atual. As arcadas sobre a rua que suportavam os níveis superiores das bancadas da cávea ainda são visíveis e demonstram a necessária adaptação da circulação neste local de lazer situado num espaço público.
De tamanho médio, ocupando uma área de 60 por 50 metros, as três primeiras filas de bancadas eram reservadas aos notáveis locais e são mais largas do que as destinadas a outros espetadores; uma balaustrada separa os dois espaços da cávea. As galerias de circulação, a cávea e o palco estão num estado de conservação satisfatório, mas da parede do palco apenas restam vestígios ténues. O pavimento da orquestra é composto por uma parte em opus sectile e por um mosaico tardio representando um urso.
Foi numa das divisões do teatro que foi descoberto um grupo de quatro estátuas, atualmente expostas no Museu do Bardo, representando Marco Aurélio, Lúcio Vero e as respetivas esposas, Faustina e Lucila, representadas como a deusa Ceres.

#### Termas
Até 2001 tinham sido identificados seis a oito instalações termais em Bula Régia. com datas não anteriores ao século IV. A sua existência era facilitada pela abundância de água no local, cuja nascente ainda hoje abastece Jendouba. Perto do teatro há um edifício de tamanho médio que foi usado durante um longo período e cuja decoração de mosaicos foi renovada no século IV; foi identificado como termas privadas. Uma pequena instalação privada foi também identificada no estágio final da "Casa da Caça", datada do século IV e usada até meados do século VI.
Outros vestígios na parte sul do sítio arqueológico foram identificados como as "termas do sul", mas os vestígios são muito ténues e não foram registados no catálogo elaborado por Yvon Thébert. O edifício foi pouco estudado mas o exame das abóbadas desabadas do frigidário, bem como as escavações antigas permitem identificar, entre outros, um sistema de hipocausto, o que faz pensar num vasto complexo com mais de 3 000 m², organizado de forma simétrica.
Os vestígios visíveis mais importantes, apesar da escavação efetuada não estar completa, são os das termas de Júlia Mêmia que, pelos fragmentos de cerâmica encontrados durante as escavações, podem ser datadas do reinado de Alexandre Severo (r. 222–235) e testemunham o evergetismo de Júlia Mêmia, filha de um dos cônsules de 191–192. Uma inscrição revela o custo elevado da construção,
 que no último terço do século IV sofreu grandes obras e que só deixou de ser usado depois de 450, senão mesmo já durante a época bizantina. Os edifícios foram depois usados para outros fins, ilustrados pela presença de fragmentos de cerâmica árabe.[carece de fontes?]
As obras do século IV aumentaram a área das termas de Júlia Mêmia de 2 800 m² para cerca de 3 300 m², apesar da palestra ter sido provavelmente suprimida. As divisões organizam-se em redor do frigidário, do qual subsiste a parede norte até uma altura de 15 metros, a qual constitui o primeiro elemento impressionante para quem visita o sítio. Uma descoberta excecional foi a forma como os utilizadores dos banhos eram encaminhados internamente.
O edifício termal insere-se no tecido urbano através de obras específicas de decoração em mármore na parte superior da rue e pela existência de um espaço de transição entre a rua e as termas, elementos sumptuosos que o criptopórtico de certa maneira publicita no exterior a generosidade benfeitora do lugar.

#### "Biblioteca"
Alguns autores quiseram identificar como uma biblioteca um dos edifícios rodeado de pórticos situado sobre uma esplanada da cidade, alegando que a antiguidade da cidade e a sua existência durante um longo período de uma elite local gradualmente romanizada poderia justificar um tal edifício.

### Edifícios públicos

#### Fórum
O fórum de Bula Régia, que ocupa uma área superior a 1 000 m², é rodeado por vários edifícios, alguns deles reconhecidos desde o início do século XX: o capitólio, o templo de Apolo a norte e uma basílica civil a leste. Além disso, foram descobertos  vestígios epigráficos de outros elementos tradicionais desses locais das cidades romanas, como rostra ou tribunas para oradores e um tabulário. Também se encontraram elementos da cúria local reutilizados noutras construções.
O acesso à praça pública, um espaço fechado e não aberto para as ruas, era feito por duas portas. A praça está rodeada por uma colunata em três dos seus lados. O estado de conservação dos diversos vestígios é medíocre, à exceção dos do templo de Apolo e o lajeado da praça está muito danificado. A basílica civil, cuja configuração visível data do século III, tem três naves de 25 por 6 metros e duas absides. A justiça era administrada por um magistrado local numa delas, com o piso sobrelevado.

#### Mercado
O mercado, situado à saída do fórum, é relativamente tardio, tendo sido construído no século III  pelos seus comanditários, os Arádios, cuja atividade é conhecida nessa época. O edifício, relativamente modesto, é constituído por um retângulo com aproximadamente 11,9 por 12,6 metros rodeado por um pórtico e com uma abside em um dos seus lados. Os lados a norte e a sul comportam cada um seis lojas e o acesso ao edifício podia ser fechado depois das trocas comerciais.[carece de fontes?]
Na época em que foi construído, durante a dinastia dos Severos, foi dada uma atenção particular aos problemas de aprovisionamento de trigo e uma tal construção não podia faltar numa cidade em território essencialmente agrícola.[carece de fontes?]

#### Monumento emopus reticulatum
O primeiro edifício com que o visitante se depara tem uma fachada de dez metros, aberta a oriente. Um encadeamento de grandes blocos separa uma parede em opus reticulatum, outrora bordejada de pórticos em dois dos lados, bem como um muro de cerca. A decoração interior é em parte realizada em mármore númida. A função e histórico deste edifício são desconhecidas. Alexandre Lézine diz que é uma construção do século I d.C. que foi abandonada no século seguinte.

## Achados arqueológicos
Entre os achados arqueológicos no sítio de Bula Régia destacam-se vários mosaicos, alguns conservados in situ e outros no Museu Nacional do Bardo, em Tunes. Esses mosaicos constituem o expoente máximo da arte romana em pavimentos em todo o Norte de África.[carece de fontes?]

### Obrasin situ
O exemplo mais célebre das obras conservadas in situ encontra-se na "Casa de Anfitrite" e representa uma Vénus marinha e não Anfitrite, uma confusão frequente devido ao nome dado à casa. Os arqueólogos das primeiras escavações identificaram erroneamente a personagem feminina como Anfitrite, esposa de Neptuno, mas na realidade trata-se da representação mais antiga que se conserva de uma Vénus marinha, deusa da fecundidade e da renovação. O uso do motivo tem um fim apotropaico: a presença da majestade e beleza da divindade afastaria o mau-olhado.
A deusa representada nua está rodeada de tritões, dois génios estão prestes colocar-lhe uma coroa na cabeça  e dois puttos trazem-lhe um espelho e um cofre de joias. Na parte inferior da composição são representados numerosos peixes, cuja presença contribuiu para a primeira interpretação errónea da obra. O mosaico decora o triclínio subterrâneo.
Perto dali, no mosaico do vestíbulo, pedras preciosas, desaparecidas desde 1914, ornamentavam os olhos das personagens. Há também um mosaico tardio que representa um grande urso no meio da orquestra do teatro, um edifício onde também se encontra uma estátua sem cabeça e com uma toga no corredor de acesso.

### Obras depositadas no museu local
O pequeno Museu de Bula Régia tem apenas duas salas, uma consagrada ao período púnico e númida e a outra ao período romano da cidade. Na primeira sala estão expostas algumas estelas púnicas e neopúnicas com representações do símbolo de Tanit ou representações humanas. Os vestígios de um templo presumivelmente dedicado a Tanit ocupa o centro, em particular um capitel jónico com motivos de um símbolo de Tanit numa das suas faces. Na segunda sala encontram-se caixões funerários esculpidos e a representação de um notável local.

### Obras depositadas no Museu do Bardo
O Museu Nacional do Bardo conserva algumas obras mais importantes provenientes do sítio, as quais contribuem para a sua fama, tanto em estatuária como em mosaicos da época romana.

#### Estatuária
As descobertas realizadas em Bula Régia são notáveis e foi demonstrada a existência de vários ateliers de escultores na pequena cidade durante a época imperial
O conjunto descoberto durante as escavações do templo de Apolo em 1902–1905 é um elemento emblemático do museu. Estas estátuas destinadas ao culto devem ter sido escondidas numa época tardia. Uma estátua de Apolo citarista datada do século II é a maior delas, com uma altura superior a três metros e com vestígios de policromia. O deus está numa postura lânguida, com o braço direito segurando a cabeça e o braço esquerdo apoiado numa lira. Sobre o instrumento é representado um bárbaro que afia a sua faca com que no mito é usada para punir Mársias, o sátiro que ousou desafiar o deus num concurso de música. Uma estátua do Saturno africano (Ba'al Hammon) coroado e segurando uma cornucópia com 1,92 m de altura encontra-se ao seu lado, síntese da mitologia greco-romana e de elementos locais. Uma estátua de Atena Polias (protetora das cidades) apresenta a deusa numa postura clássica, com um capacete, uma cabeça de Medusa no peito e uma lança.
Há também uma estátua sem cabeça de Minerva-Vitória, com uma longa túnica com a aba presa sob os seios por um cordão e o corpo apoiado sobre a perna esquerda, bem como uma estátua de uma sacerdotisa do culto imperial conhecida como Minia Procula, o nome encontrado na base que ainda está no local; esta figura, com 1,84 m de altura, é representada com realismo e determinou-se que é de origem africana.
As quatro estátuas descobertas no teatro são igualmente notáveis: duas estátuas sentadas representam Marco Aurélio e Lúcio Vero (r. 161–169) e são notáveis devido ao tratamento das faces e dos cabelos. Estavam acompanhadas por duas estátuas femininas, provavelmente as imperatrizes e esposas dos imperadores, representadas como Ceres.
Um busto de Vespasiano datado do fim do século I d.C. foi encontrado num poço do pátio do templo de Apolo. O imperador é representado enrugado, calvo e provavelmente no fim da sua vida. Este imperador teve um papel importante na história da cidade por lhe ter concedido o estatuto de município.
As obras descobertas em Bula Régia são, segundo Nayla Attya-Ouertani, um testemunho da «tendência para o barroco tão disseminada entre os artistas africanos dessa época, tendência que se traduz por um aumento de volume dos drapeados e uma atenção especial dada ao tratamento das cabeleiras».

#### Mosaicos
As escavações puseram a descoberto numerosos mosaicos, entre os quais o célebre  Libertação de Andrómeda por Perseu: o herói, que tinha acabado de matar um monstro marinho, liberta com um gesto majestoso a princesa que tinha sido acorrentada a um rochedo. O monstro está aos seus pés na forma de um dragão. O deus do rio está representado na parte inferior do quadro e simboliza o meio no qual vivia o monstro. A cena, que evoca Ovídio, imita um protótipo possivelmente concebido pelo pintor grego Nícias. A obra é notavelmente bem executada, com um efeito de luz e sombra e um domínio da noção de espaço. Este mosaico constituía originalmente o painel central do oecus de uma sala de receção de uma rica villa de meados do século III, conhecida como "Casa da Caça" devido a outro mosaico, com uma cena de `Puttos´ caçadores lutando com feras (em francês: Amours chasseurs aux prises avec des fauves), o qual também é conservado no museu.[carece de fontes?]

## Redescoberta do sítio
A areia protegeu as ruínas abandonadas que foram esquecidas até que os primeiros exploradores europeus se interessaram por elas. A menção mais antiga que se conhece desses exploradores piorneiros é de 1853. Estes precursores descreveram alguns elementos que desapareceram depois e cuja identificação e por vezes a localização são problemáticas. As escavações das sepulturas, das basílicas e das termas de Júlia Mêmia começaram nos últimos anos do século XIX.
Contudo, as primeiras escavações mais sistemáticas só começaram em 1906, em parte estimuladas pela destruição da entrada monumental da cidade romana devido a trabalhos na via pública. Entre 1909 e 1924, foi levada a cabo uma grande escavação nas grandes termas. O templo de Apolo foi escavado em 1910, enquanto que o fórum foi escavado em entre 1949 e 1952. Em 1955, houve obras que estabilizaram as ruínas das termas, enquanto que algumas ruas foram desenterradas entre 1957 e 1961, permitindo a passagem entre monumentos e dando uma ideia da configuração da antiga cidade. Estes trabalhos foram realizados sem que tenham havido verdadeiras investigações científicas, pois o principal objetivo do jovem estado tunisino era empregar uma parte importante dos desempregados locais.
A principal contribuição desse período foi a conservação e proteção do essencial do sítio no âmbito de um parque arqueológico, nomeadamente impedindo a instalação de habitações nas encostas do Djebel R’bia. A partir de 1972, as escavações franco-tunisinas, nomeadamente as dirigidas por Azedine Beschaouch e Yvon Thébert, retomam várias investigações e procedem sobretudo à publicação de descobertas antigas nunca estudadas devidamente.
O resultado de um século de investigações no sítio não é muito impressionante: se por um lado foram encontradas obras de arte importantes, por outro há muitos elementos de uma arquitetura original que continuam a suscitar debate e há poucas publicações e falta rigor às que existem das primeiras escavações. Estas publicações apenas servem para saber o que foi feito durante as escavações, pelo que é frequente ser necessário, quando tal é possível, levar a cabo estudos sistemáticos dos edifícios já escavados. Tendo em vista as novas escavações, foi criado um parque arqueológico que apesar de não incluir o anfiteatro cumpre razoavelmente o seu papel de proteção das ruínas.[carece de fontes?]

### Sobre Bula Régia
- Azaiz, Antit; Broise, Henri; Thébert, Yvon (1983), «Les environs immédiats de Bulla Regia», Recherches archéologiques franco-tunisiennes à Bulla Regia. Miscellanea (em francês), 1, École française de Rome, pp. 135-190
- Beschaouch, Azedine; Hanoune, Roger; Thébert, Yvon (1977), Les ruines de Bulla Regia (em francês), École française de Rome
- Beschaouch, Azedine, «Introduction : Bulla Regia de 1957 à 1982, sauvetage étude et mise en valeur», Recherches archéologiques franco-tunisiennes à Bulla Regia. Miscellanea (em francês), École française de Rome
- Chaouali, Moheddine (2010), Bulla Regia, Bulla la Royale (em francês), Tunes: Simpact
- Hanoune, Roger (1980), Recherches archéologiques franco-tunisiennes à Bulla Regia, tome IV « Les mosaïques », ISBN 9782728300051 (em francês), École française de Rome
- Hanoune, Roger (1983), «Bulla Regia : Bibliographie raisonnée», Recherches archéologiques franco-tunisiennes à Bulla Regia. Miscellanea (em francês), 1, École française de Rome
- Hanoune, Roger (1994), «Une mosaïque de cella de temple à Bulla Regia (Tunisie)», Tunes, Colloque sur la mosaïque gréco-romaine (em francês), VII (2): 747-750
- Ouertani, Nayla Attya, «Les antiquités de Bulla Regia au musée national du Bardo» inLes ruines de Bulla Regia 1977
- Ouertani, Nayla Attya, «La sculpture romaine» inLa Tunisie, carrefour du monde antique 1995
- Quoniam, Pierre (1952), «Fouilles récentes à Bulla Regia», Compte-rendu des séances de l’Académie des inscriptions et belles-lettres (em francês)
- Thébert, Yvon (1973), «La romanisation d'une cité indigène d'Afrique : Bulla Regia», Mélanges de l’École française de Rome. Antiquité (em francês) (85-1): 247-248, consultado em 29 de março de 2014
- Thébert, Yvon (1984), «Bulla Regia (Tunisie)», Mélanges de l'Ecole française de Rome. Antiquité (em francês), 96 (1): 546-548, consultado em 29 de março de 2014
- Thébert, Yvon (1992), «Bulla Regia», Encyclopédie berbère (em francês), XI, Aix-en-Provence: Edisud, p. 1647-1653
- Thébert, Yvon (1992), «Bulla Regia» in Dictionnaire de la civilisation phénicienne et punique 1992

### Obras genéricas
- Boucheron, Patrick (2005), «Le génie de l'athéisme», Afrique et histoire (em francês) (3)
- Briand-Ponsart, Claude; Hugoniot, Christophe (2005), L’Afrique romaine. De l’Atlantique à la Tripolitaine. 146 av. J.-C. - 533 ap. J.-C., ISBN 9782200268381 (em francês), Paris: Armand Colin
- Corbier, Paul; Griesheimer, Marc (2005), L’Afrique romaine. 146 av. J.-C. - 439 ap. J.-C., ISBN 9782729824419 (em francês), Paris: Ellipses
- Golvin, Jean-Claude (2003), L’antiquité retrouvée, ISBN 9782877722667 (em francês), Paris: Errance
- Gros, Pierre (1996), L’architecture romaine du début du IIIe siècle av. J.-C. à la fin du Haut-Empire, tome 1 « Monuments publics », ISBN 9782708405004 (em francês), 1, Paris: Picard, consultado em 29 de março de 2014
- Gros, Pierre (2001), L’architecture romaine du début du IIIe siècle av. J.-C. à la fin du Haut-Empire, tome 2 « Maisons, palais, villas et tombeaux », ISBN 9782708405332 (em francês), Paris: Picard, consultado em 29 de março de 2014
- Hanoune, Roger (2005), «En relisant L'architecture domestique en Afrique romaine», Afrique et histoire (em francês) (3)
- Hugoniot, Christophe (2000), Rome en Afrique. De la chute de Carthage aux débuts de la conquête arabe, ISBN 9782080830036 (em francês), Paris: Flammarion, consultado em 29 de março de 2014
- Khader, Aïcha Ben Abed-Ben (1992), Le musée du Bardo: une visite guidée, ISBN 9789973700834 (em francês), Tunes: Cérès
- Le Bohec, Yann (2005), Histoire de l’Afrique romaine, ISBN 9782708407510 (em francês), Paris: Picard, consultado em 29 de março de 2014
- Leglay, Marcel (1968), «Les Flaviens et l'Afrique», Mélanges de l’École française de Rome. Antiquité (em francês), 80: 201-246, doi:10.3406/mefr.1968.7553, consultado em 29 de março de 2014
- Lipinski, Edward, ed. (1992), Dictionnaire de la civilisation phénicienne et punique, ISBN 9782503500331 (em francês), Turnhout: Brepols
- Mahjoubi, Ammar (2000), Villes et structures de la province romaine d’Afrique, ISBN 9973937953 (em francês), Tunes: Centre de publication universitaire, consultado em 29 de março de 2014
- Mansour, Guillemette (2007), Tunisie. Musée à ciel ouvert, ISBN 9973512130 Verifique |isbn= (ajuda) (em francês) 2ª ed. , Tunes: Dad
- Morel, Jean Paul Maurice, ed. (1995), La Tunisie, carrefour du monde antique, ISBN 9782878440201 (em francês), Paris: Faton, consultado em 29 de março de 2014
- Orose, Paul, Histoires contre les païens
- Plínio, o Velho (século I d.C.), História Natural (em francês), V, consultado em 29 de março de 2014
- Políbio (século II a.C.), Histórias, XIV, 9, 2.5 (em inglês), consultado em 29 de março de 2014
- Prévot, Françoise; Voisin, Jean-Louis; Blaudeau, Philippe, eds. (2006), L’Afrique romaine, 69-439, ISBN 9782350300023 (em francês), Neuilly-sur-Seine: Atlande
- Slim, Hédi; Fauqué, Nicolas (2001), La Tunisie antique. De Hannibal à saint Augustin, ISBN 9782856204214 (em francês), Paris: Mengès, consultado em 29 de março de 2014
- Thébert, Yvon (1985), «Vie privée et architecture domestique en Afrique romaine», Histoire de la vie privée (em francês), 1, Paris: Seuil
- Thébert, Yvon (2003), Les thermes romains d ´Afrique du nord et leur contexte méditerranéen: études d ´histoire et d ´archéologie, ISBN 9782728303984 (em francês), École française de Rome, consultado em 29 de março de 2014
- Yacoub, Mohamed (1995), Splendeurs des mosaïques de Tunisie, ISBN 9789973917232 (em francês), Tunes: Ministère de la culture, Agence nationale du patrimoine